# Салой
Салой (чечен. Салой) — чеченский тайп, расселённый в равнинной и предгорной части Чечни. Его представители проживают в разных частях, а именно — в населённых пунктах Цоци-Юрт, Бено-Юрт, Знаменское, Калаус, Горагорск, Эли юрт (Надтеречный район) и в других населённых пунктах района, а также в Ножай-Юрте (райцентр Ножай-Юртовского района), Толстой-Юрте Грозненского района, Герменчуке (Шалинский район) и в Ауховском районе Дагестана.

## Родовые села
Саала-Юрт — раннее название села Кандаураул. Находится севернее Хасавюрта, на правом берегу реки Ярыксу. Село было основано чеченцами-ауховцами.
Сал-Юрт — урочище на восточной стороне села Калининаул (Ширча-Юрт). Название селения произносят так, как-будто это село существует и поныне, но такого селения нет. Оно было сожжено, а жители, оставшиеся в живых, разбрелись кто куда, то есть по соседним селениям и в глубь Чечни. Ныне там находятся пастбища, пашни.

## История
Салой, выходцы из которого составили собой в XVII в. кумыкское сословие салаузденей, связана с походом Чопан-шамхала в Аргунское ущелье и последующим переселением части вашандаройцев в Риквани, а оттуда — в Салатавию (Сала-юрт) и на Сулак (Чир-юрт). Таким образом, приведенный документ подтверждает и поясняет свидетельства Д.-М. Шихалиева и Н. Ф. Дубровина о вашандароевском происхождении сала-узденей и об их сходе из селения Риквани Андийского общества, разделенного от Салатавии гумбетовцами.

## Гаплогруппа
По результатам ДНК тестов представителей данного тайпа, тайп относится к гаплогруппам J, R.

## Топонимика
До осени 1849 года на реке Джалка на юго-западе Шали находился аул Салой, его жителей переселили в Герменчук.
Сала-али — речка в Ачхой-Мартановском районе Чечни, правый приток реки Фортанга. В междуречье Сала-али и Чож простирается горный хребет Сала-алиен-дук. Название, по мнению А. В. Твердого, сложилось из собственного имени «Сала» и «али» в значении «река», — «река Сала» (вайнах.).
Сала-ирзу — «Сали (лесная) поляна» находится вблизи Бамута. В данном случае Сала может быть и собственным именем. В ономастике вайнахов подобное имя встречается часто.
Мага Сала-ирзу (МагӀа Сала-ирзу) — «Верхняя Сали (лесная) поляна». На южной стороне Бамута, в урочище речки Сала-али. Ига Сала-ирзу (ИгӀа Сала-ирзу) — «Нижняя Сали (лесная) поляна». На южной стороне Бамута, рядом с Мага Сала-ирзу, в урочище речки Сала-али. Бану-Салу — селение находилось в междуречье Ярыксу и Акташ, на юге от Сиуха, в районе Кхархой-Мохк.
Сала-су — река, долина которой используется для пастбища в Ленинауле.
Сал-эскар хьайра (Сал-эскар хайра) — урочище в долине реки Ямансу, где в прошлом находилась мельница Сал-войска.
Сал текхийна боьра — урочище на правом берегу реки Сунжа, где волоком доставляли строительный лес и дрова для отправки вплавь по Сунже и Тереку в Кизляр. Сал — заготовленный для переправы водным путем лес, бревна.

## Эпос
Сохранился нарстский эпос, в котором говорится следующее:

От Ачамза-кургана он поехал до страны, где жил князь тайпа Салой. На самом краю села, у ворот полуразрушенного дома остановился его конь. Половина села веселилась на пиру, другая половина была безрадостной. В этой части села и остановился конь сына Ха. «Что здесь происходит? — спросил он у своей хозяйки-вдовы. — Когда я проезжал селение, одна половина его веселилась, а другая половина удручена каким-то горем». — Мальсагов, Ахмет Орцхоевич - Нарт-орстхойский эпос вайнахов

## Фамилии
Бийсултановы, Мутаевы, Акмурзаевы, Баймурзаевы, Баталовы, Битиевы, Бураевы, Бекбулатовы, Висингириевы, Дагаевы, Мусаевы, Митаевы, Межидовы, Наурбиевы, Салоевы, Ислямовы, Тужуевы, Батмурзаевы, Хаджимурадовы, Яхаевы.